# Franz R. Stuke
Franz R. Stuke (* 3. Dezember 1940 in Bielefeld) ist ein deutscher Medienwissenschaftler.

## Leben
Stuke war der Sohn eines Autoelektrikers. Nach dem Besuch des Bodelschwingh-Gymnasiums in Bethel studierte er an der Pädagogischen Hochschule Bielefeld und von 1963 bis 1970 an der Universität Münster (Publizistik, Erziehungswissenschaft und Germanistik). Er war ein Schüler von Hendricus Prakke und Winfried B. Lerg. Neben dem Studium unterrichtete Stuke von 1963 bis 1968 als Lehrer in Telgte. Von 1970 bis 1975 war er als Referent für Information und Dokumentation an der Landesbildstelle Westfalen tätig.
Nach der Promotion 1974 zum Dr. phil. war Stuke ab 1975 Akademischer Oberrat im Zentrum für Fernstudien-Entwicklung und leitete die Abteilung Medienproduktion an der Fern-Universität Hagen. Dort baute er unter anderem das TV-Studio der Universität auf und konzipierte deren dezentrales AV-Mediensystem. Zudem übernahm er Lehraufträge für Kommunikationslehre bzw. Medienpädagogik in Münster und Bochum. Seit 1977 war er Mitglied des Vorstands der Landesarbeitsgemeinschaft Massenkommunikation des Landes Nordrhein-Westfalen und ab 1978 Mit-Vorsitzender der Kommission für Medienpädagogik der Deutschen Gesellschaft für Publizistik- und Kommunikationswissenschaft. 
1991 folgte Stuke dem Ruf auf den neu errichteten Lehrstuhl für Medienpädagogik, Wirkungsforschung und Medienpraxis an der Ruhr-Universität Bochum. 2006 trat er in den Ruhestand.

## Werke
- mit Dietmar Zimmermann: Medium Fernsehen. Eine Studie zum Problemkreis Medienpädagogik und Schulfernsehen am Beispiel einer Felduntersuchung. Regensberg, Münster 1975, ISBN 3-7923-0367-1. (Dissertation)
- mit Dietmar Zimmermann: Praktische Kommunikationslehre. Übungsvorschläge für die medienpädagogische Arbeit. Fahle, Münster 1975, OCLC 174325703.
- mit Rudolf Grau und Dietmar Zimmermann: Lernen mit Medien. Handbuch zur Medienpraxis in der Schule. Braunschweig 1977, ISBN 3-14-160056-2.
- mit Jörn Bartels: Fernstudenten im Kommunikationsprozeß „Studium“. Auswertung und Befragung „Medien und Fernstudium“. Hagen 1977, OCLC 76218099.